# Anchomanes abbreviatus
Anchomanes abbreviatus là một loài thực vật có hoa trong họ Ráy (Araceae). Loài này được Engl. mô tả khoa học đầu tiên năm 1905.

## Hình ảnh

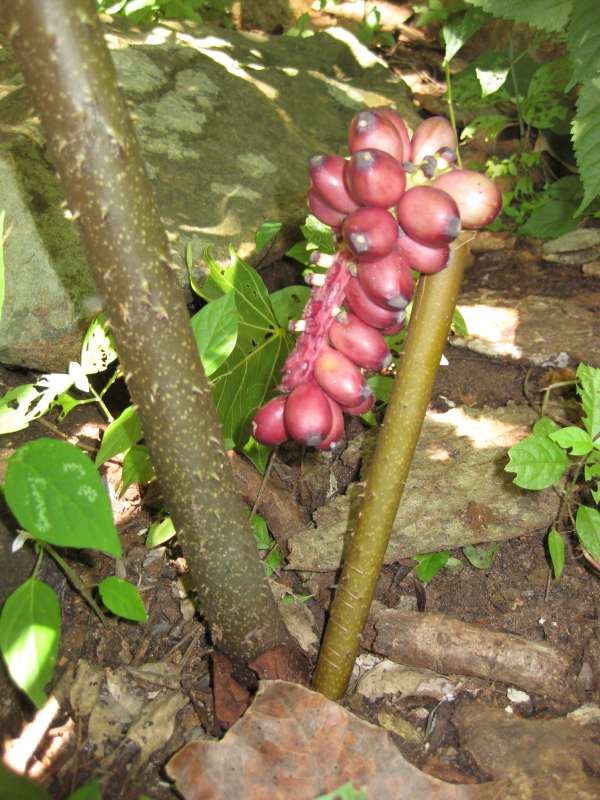
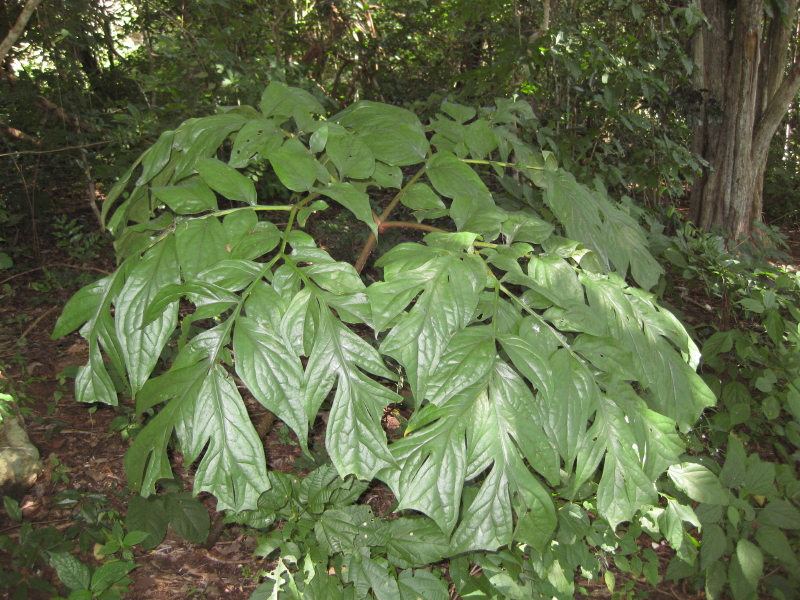
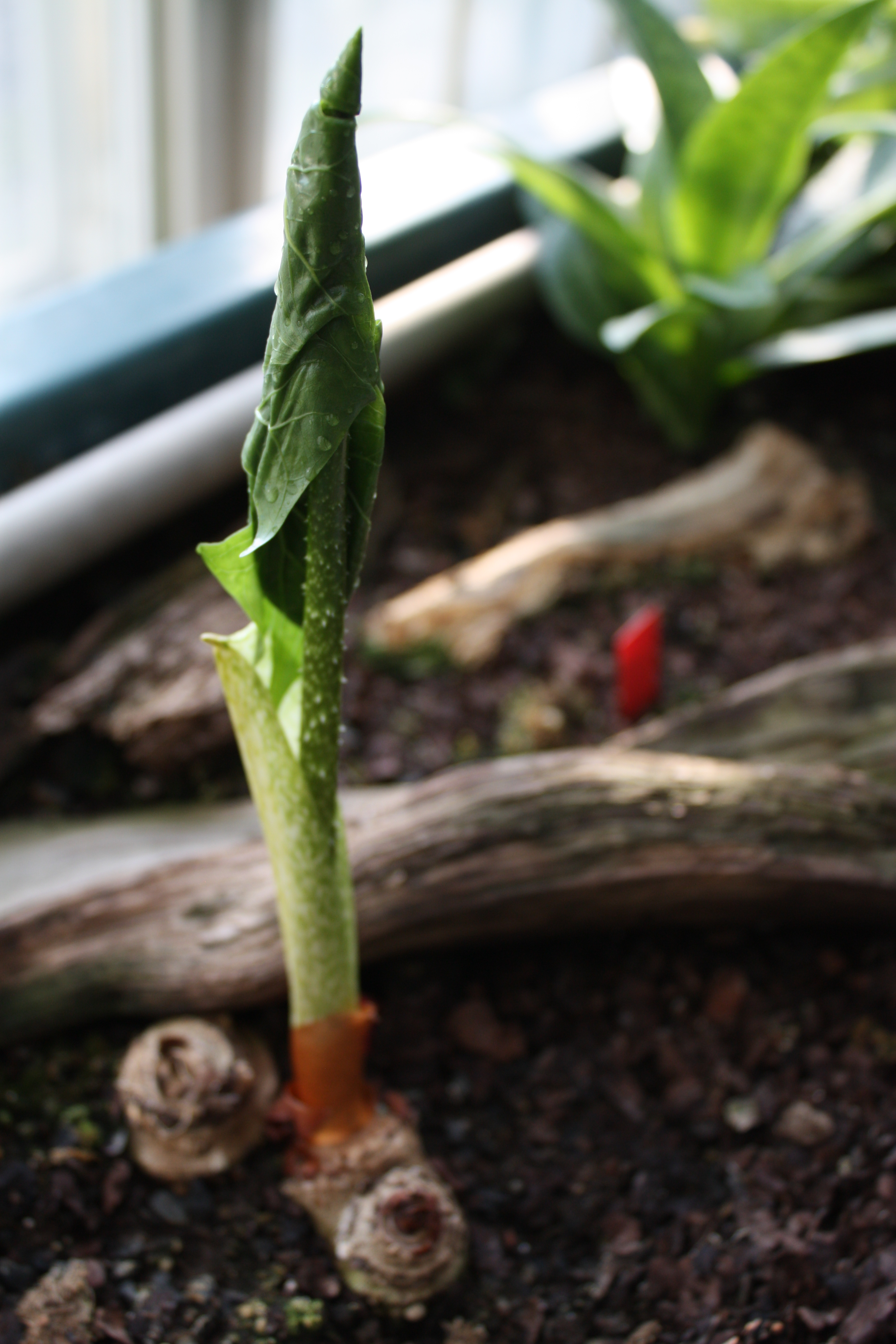
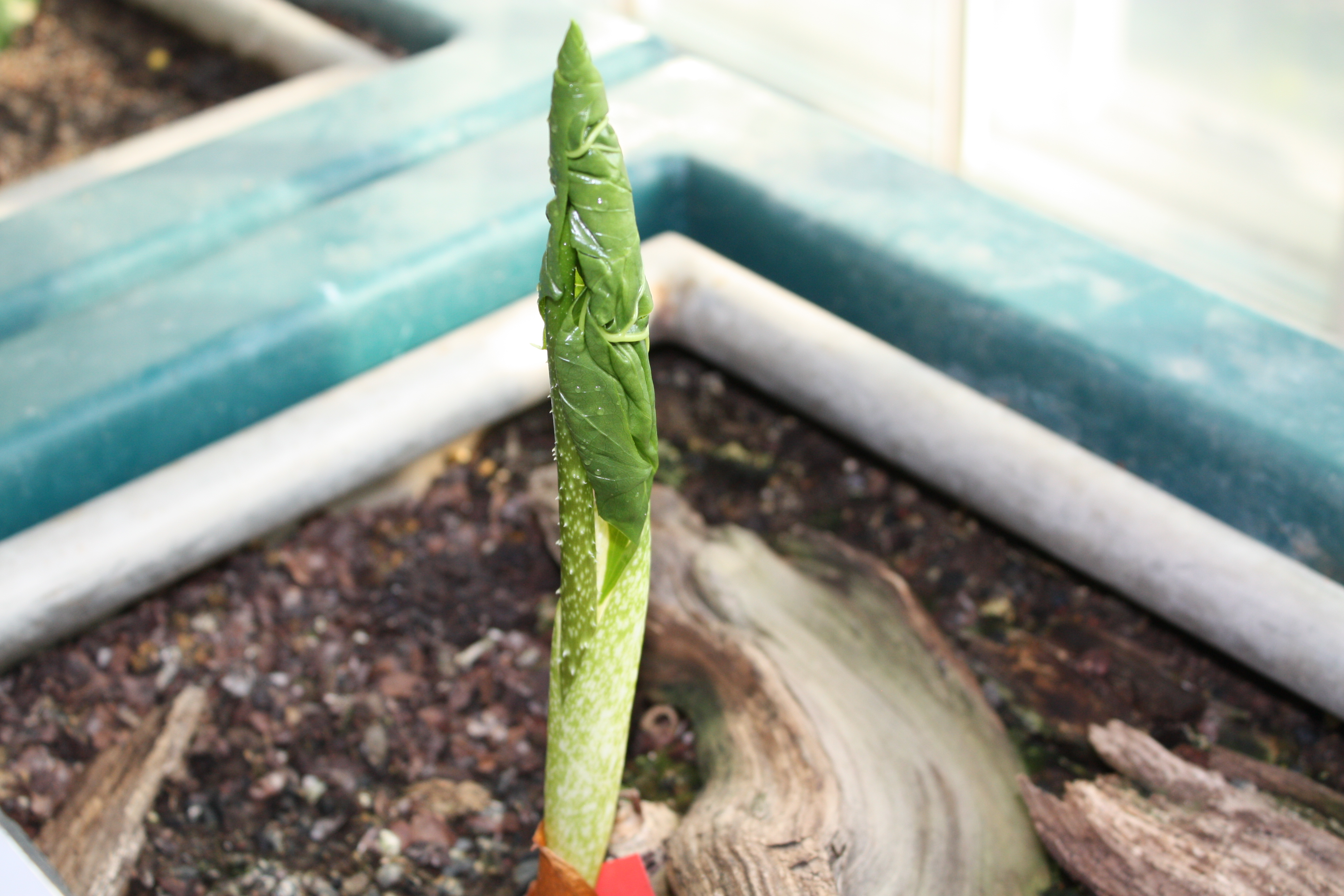